# Residensby
Residensby (svensk: residensstad) er i Finland og Sverige benævnelsen for den by (stad), hvor länsstyrelsen for et län har sit hovedsæde. Residensbyen kan således siges at være länets hovedstad. Benævnelsen kommer af, at länets landshøvding har sin residens, altså sin bopæl, i byen.
I Sverige har landstinget normalt placeret sin centrale forvaltning i residensbyen, men der er nogle undtagelser. I de nye storlän, Skåne län og Västra Götalands län, har landstinget (der kaldet regioner) sin centrale administration i en af de tidligere residensbyer (i Kristianstad henholdsvis Vänersborg).

## Residensbyer

### Finland
- Mariehamn – Ålandsøerne
- Rovaniemi – Laplands len
- Mikkeli (Sankt Michel) – Østfinlands len
- Hämeenlinna (Tavastehus) – Sydfinlands len
- Oulu (Uleåborg) – Oulus len
- Turku (Åbo) – Vestfinlands len

### Sverige
- Falun – Dalarnas län
- Gävle – Gävleborgs län
- Göteborg – Västra Götalands län
- Halmstad – Hallands län
- Härnösand – Västernorrlands län
- Jönköping – Jönköpings län
- Kalmar – Kalmar län
- Karlskrona – Blekinge län
- Karlstad – Värmlands län
- Linköping – Östergötlands län
- Luleå – Norrbottens län
- Malmö – Skåne län
- Nyköping – Södermanlands län
- Stockholm – Stockholms län
- Umeå – Västerbottens län
- Uppsala – Uppsala län
- Visby – Gotlands län
- Västerås – Västmanlands län
- Växjö – Kronobergs län
- Örebro – Örebro län
- Östersund – Jämtlands län

#### Tidligere residensbyer i Sverige
På grund af sammanslægninger af län er følgende byer i Sverige ikke længere residensbyer: 
- Kristianstad – tidligere Kristianstads län
- Mariestad – tidligere Skaraborgs län
- Vänersborg – tidligere Älvsborgs län
- Sundsvall – tidligere Västernorrlands län